# Свемирци су криви за све
Свемирци су криви за све је сатирична комедија и трећи наставак филмског серијала Ћао, инспекторе. Филм је снимљен у Југославији 1991. године. Режирао га је Зоран Чалић. Главне улоге играју Велимир Бата Живојиновић, Боро Стјепановић, Никола Симић, Никола Ангеловски, Јован Јанићијевић, Нада Блам, Љиљана Шљапић, Михајло Бата Паскаљевић, Богољуб Петровић.

## Радња
Предизборна кампања у провинцијском градићу је у пуном јеку. Појављују се кандидати за посланике из разних странака и сви обећавају бирачима мед и млеко. За ред и мир су задужени двојица нераздвојних полицајаца, Боки и Пајко. И све тече без великих узбуђења док се не појави кандидат из свемира, који им загорча живот. Њих двојица добију задатак да га среде, што они, након низа комичних ситуација и успевају. Избори могу почети!

## Улоге
| Глумац                   | Улога                              |
| ------------------------ | ---------------------------------- |
| Велимир Бата Живојиновић | Боки                               |
| Боро Стјепановић         | Пајко                              |
| Никола Симић             | свемирац                           |
| Никола Ангеловски        | командир милиције                  |
| Јован Јанићијевић        | Јова                               |
| Нада Блам                | Нада                               |
| Михајло Бата Паскаљевић  | Пера                               |
| Богољуб Петровић         | Гиле                               |
| Љиљана Шљапић            | Зага                               |
| Љуба Степановић          | имитатор Љуба                      |
| Зоран Милојевић Шевко    | Рамадан Куртеши / Радован Куртовић |
| Љубомир Ћипранић         | сељак I                            |
| Предраг Милинковић       | сељак II                           |
| Миња Војводић            | кандидат еколошке странке          |
| Петар Лупа               | гласач са шубаром                  |
| Ратко Танкосић           | политичар без длаке на језику      |
| Богдан Јакуш             | човек са белим луком               |
| Срба Кабадајић           | свемирчев помоћник                 |
| Љуба Павловић            |                                    |
| Бранко Петковић          |                                    |
| Ратко Милетић            |                                    |